# یخچال کوئلکایا
یخچال کوئلکایا (به اسپانیایی: Glaciar Quelccaya) یک یخچال طبیعی، میدان یخچالی و کلاهک یخی در پرو است که در منطقه کوسکو واقع شده‌است.